# Бойко Степан Григорович
Степа́н Григо́рович Бо́йко (нар. 14 січня 1924, село Козіївка, тепер Коростишівського району Житомирської області — 29 липня 2019, Житомир) — радянський партійний працівник, перший секретар Червоноармійського та Ружинського райкомів партії Житомирської області. Герой Соціалістичної Праці (22.12.1977). Депутат Верховної Ради УРСР 10-го скликання.

## Біографія
Народився 14 січня 1924 року в селі Козіївка (нині в межах Коростишівського р-ну Житомирської області) у селянській родині. У 1938 році закінчив семирічну школу, рік працював у місцевому колгоспі «Червона нива».
З 1939 по 1941 рік навчався в Крошненському сільськогосподарському технікумі плодоовочівництва (нині Житомирський агротехнічний коледж) Житомирської області.
Учасник комсомольсько-молодіжного підпілля в роки німецько-радянської війни. З листопада 1943 року — на фронті. У складі 1-го гвардійського кавалерійського корпусу генерала Баранова брав участь у боях за місто Житомир. Навідником мінометної обслуги воював на 3 Білоруському фронті: учасник операції «Багратіон» та Східно-Пруської операції, де бився з ворогом на теренах Білорусі, Прибалтики, та Східної Пруссії. Двічі поранений. Демобілізований як інвалід війни.
Після війни працював інструктором-організатором Коростишівського районного земельного відділу, а по закінченні технікуму в 1948 році був направлений у Червоноармійський район, де працював головним агрономом, завідувачем районного земельного відділу, начальником районного управління сільського господарства й заготівель. Член ВКП(б) з 1950 року.
З 1953 року — секретар партійної організації Улашанівської машинно-тракторної станції (МТС), секретар Червоноармійського районного комітету КПУ по зоні Улашанівської МТС, пізніше призначений директором Улашанівської МТС Червоноармійського району Житомирської області.
У 1956 році закінчив заочно Житомирський сільськогосподарський інститут.
Після реорганізації МТС і продажу техніки колгоспам був переведений на посаду начальника райсільгоспінспекції Червоноармійського району, а в 1958 році обраний другим секретарем Червоноармійського районного комітету КПУ.
У 1959 році С. Г. Бойко став головою колгоспу імені Леніна села Великий Луг Червоноармійського району Житомирської області. Очоливши колгосп, С. Г. Бойко найголовнішу увагу приділяв пошуку важелів, з допомогою яких можна було б кардинально підняти ефективність господарювання на землі. Минуло небагато часу — колгосп економічно міцнішав. Підвищилась культура землеробства, зростали врожаї та продуктивність тваринництва, росла оплата праці та трудова активність людей в громадському господарстві.
Та голова все більше переконувався, що трудодень, як мірило праці вичерпав себе і став серйозним гальмом у підвищенні її продуктивності.
З особистої ініціативи голови, колгосп серед перших, за чотири роки до того, як це відбулося на державному рівні, був переведений від трудоднів на гарантовану грошову оплату праці колгоспників, запровадив пенсії для престарілих. Саме цей ризикований для керівника господарства захід, у тій ситуації, як і очікувалось, різко й незрівнянно високо підняв мотивацію до сумлінної та чесної праці колгоспників у громадському виробництві, з випливаючими звідси наслідками. Колгосп без будь-якої сторонньої фінансової підтримки фінансував усе громадське виробництво: за рахунок власних коштів регулярно і своєчасно виплачував зарплату й пенсії колгоспникам. Також за власні кошти здійснювався значний обсяг капіталовкладень у будівництво виробничих, соціально-побутових об'єктів та шляхів з твердим покриттям.
У 1966 році, при відновленні Червоноармійського району, С. Г. Бойко був обраний першим секретарем райкому партії. А на початку 1974 року обраний першим секретарем Ружинського району, який очолював десять років. Район з часом став флагманом в області, успішно виконуючи народногосподарські плани виробництва й заготівель усіх видів сільськогосподарської продукції.
С. Г. Бойко був делегатом XXIV і XXV з'їзду КП України та XXV з'їзду КПРС, обирався депутатом Верховної Ради Української РСР десятого скликання, неодноразово — депутатом обласної й районних рад, тривалий час був членом обкому партії, а в останні понад 10 років — членом бюро.
Після 1984 року ще п'ять років працював заступником начальника агропромислового об'єднання «Укрхміль» та п'ять років в Житомирському обласному управлінні охорони навколишнього природного середовища.
На громадських засадах працював першим заступником голови обласної організації ветеранів України, також виступав у періодичній пресі з публікаціями з історії радянської доби, й зокрема періоду Другої світової війни.
З дружиною Марією Федорівною виховали трьох доньок, діждались онуків і правнуків.

## Нагороди
Бойові ордени та медалі:
- Орден Вітчизняної війни 1 ст. (Указ Президії Верховної Ради СРСР від 11.03.1985);
- Орден Богдана Хмельницького (Указ Президента України від 14.10.1999)[1];
- Медаль «За відвагу» (Указ Президії Верховної Ради СРСР від 01.09.1944);
- Медаль «За відвагу» (Указ Президії Верховної Ради СРСР), знайдений працівниками військкомату;
- Медаль «За взяття Кенігсберга» (від 09.06.1945);
- Медаль «За визволення Білорусії» (від 25.02.2005 та від 03.06.2009);

Трудові нагороди:
- Орден Леніна (Указ Президії Верховної Ради СРСР від 29. 03.1966);
- Орден Трудового Червоного Прапора (Указ Президії Верховної Ради СРСР від 08.04.1971);
- Орден Леніна (Указ Президії Верховної Ради СРСР від 08.12.1973);
- Орден Леніна, і золота «медаль Серп і Молот», Грамоти Президії Верховної Ради СРСР (Указ Президії Верховної Ради СРСР від 22.12.1977);
- Медаль «За трудову доблесть» (Указ Президії Верховної Ради СРСР від 15.09.1958);
- П'ять медалей ВДНГ СРСР (2 срібні та 3 бронзові) ;
- Медаль «Ветеран праці» (Постанова обласної ради народних депутатів від 09.11.1983);

## Творчість
С. Г. Бойко є автором дев'яти книг політично-суспільної публіцистики:
- «Нам дороги ці забути не можна» (Спогади про Велику Вітчизняну війну) — 2001 рік ;
- «Крамольні думки вголос» (Уривки з щоденника) — 2002 рік ;
- «Голова колгоспу — практика високої проби» (Спогади) — 2007 ;
- «Відверто і вголос» — продовження книги «Крамольні думки вголос» — про контрреволюційний переворот і розвал Великої країни — 2007 ;
- «З вогню та в полум'я» (Записки секретаря Червоноармійського райкому) — 2008 рік ;
- «З Полісся в Лісостеп» (Записки секретаря Ружинського райкому): книга перша — 2009 рік; книга друга — 2009 рік ; книга третя — 2012 рік;
- «Родина» — 2010 рік.